# Platylomalus submetallicus
Platylomalus submetallicus är en skalbaggsart som först beskrevs av Lewis 1892.  Platylomalus submetallicus ingår i släktet Platylomalus och familjen stumpbaggar. Inga underarter finns listade i Catalogue of Life.